# IV Batallón Aéreo de Reemplazo
El IV Batallón Aéreo de Reemplazo (IV. Flieger-Ersatz-Abteilung) fue una unidad de la Luftwaffe de la Alemania nazi.

## Historia
Fue formado en abril de 1942 en Bad Sulza. En 1943/1944 es trasladado a Leipzig-Schönau.

## Comandantes
- Teniente coronel Edgar Oertel (abril de 1942 - ?)